# 涼果りん
涼果 りん（すずか りん、1984年9月9日 - ）は、日本の元AV女優。ファッションモデルのようなルックスと均整の取れたプロポーションを持っていた。

## 人物
- 身長：161cm
- サイズ：B 90cm（Fカップ）、W 59cm、H 86cm
- 趣味・特技：水泳・テニス
- 東京都出身。

## 略歴
- 2003年12月 - 『ショコラ 涼果りん』でh.m.p専属女優としてAVデビュー。
- 2005年3月 - 『セル初×ギリモザ ギリギリモザイク』でエスワンよりセルデビュー。

## 作品

### アダルトビデオ
- ショコラ（2003年12月26日、h.m.p）
- 妄想制服（2004年1月31日、h.m.p）
- 淫りん（2004年2月25日、h.m.p）
- 口惑ヘルス嬢（2004年3月26日、h.m.p）
- さそう女匂（2004年5月31日、h.m.p）
- 痴女みたいにさせて…（2004年6月23日、h.m.p）
- 僕のかわいい卑猥な彼女（2004年7月28日、h.m.p）
- わがままSEX痴情派（2004年8月31日、h.m.p）
- ウェット&ローションフェチ（2004年9月30日、h.m.p）
- 熱烈SEXビザールフェチ（2004年10月22日、h.m.p）
- 猥褻MAX（2004年12月16日、宇宙企画）
- 堕天使 X（2005年1月16日、宇宙企画）
- セル初×ギリモザ ギリギリモザイク（2005年3月11日、エスワン）
- ギリギリモザイク あなたのオナニーのために（2005年4月11日、エスワン）
- ギリモザ セックス好きの淫乱女教師（2005年5月7日、エスワン）
- ギリギリモザイク SEX ON THE BEACH～南の島でパコパコ!（2005年6月7日、エスワン）
- ギリギリモザイク ズーム淫ボディ!（2005年7月7日、エスワン）
- ギリギリモザイク エロい女の絶叫FUCK（2005年8月7日、エスワン）
- ギリギリモザイク SEXYおまんこスペシャル（2005年9月7日、エスワン）
- ギリギリモザイク はげましセックス（2005年10月7日、エスワン）
- ハイパーデジタルモザイクVol.006（2005年11月13日、MOODYZ）
- スタイリッシュモデル（2005年12月13日、MOODYZ）
- バコバコ劇場2（2006年2月13日、MOODYZ）
- ギリギリモザイク 妄想的特殊浴場 本指名（2006年3月19日、エスワン）
- ギリギリモザイク りんとのパコパコ新婚生活♥（2006年4月7日、エスワン）
- ギリギリモザイク イヤラしい痴女2（2006年5月19日、エスワン）
- ギャップFUCK3（2006年6月13日、MOODYZ）
- ギリギリモザイク 無限バコバコ4（2006年6月19日、エスワン）
- ギリギリモザイク 僕だけのボイン保育園（2006年7月19日、エスワン）
- ギリギリモザイク バコバコ乱交11（2006年8月19日、エスワン）
- 涼果りん4時間（2006年9月13日、MOODYZ）※総集編
- ギリギリモザイク ネットリ濃厚セックス（2006年10月19日、エスワン）
- ギリギリモザイク 20コスチュームでパコパコ!（2006年11月19日、エスワン）
- ギリギリモザイク 激烈ピストン4（2006年12月19日、エスワン）
- 美人弁護士涼果りん20連発中出し!（2007年4月25日、ダスッ!）
- 麗しの美人社長秘書中出しレイプ（2007年5月25日、ダスッ!）
- 悶絶アクメ無制限電マ（2007年6月25日、ダスッ!）
- OFF REC（2007年8月16日、マキシング）

他

### イメージビデオ
- 真裸[MAPPA]（2004年11月30日、シャッフル）
- 裸体 marvelous（2005年9月30日、シャッフル） - 共演：三津なつみ、飯沢もも、青木玲、藍山みなみ

## テレビ出演
- 黒い太陽 第1 - 4話（2006年7月28日 - 8月18日、テレビ朝日）
- 特命係長 只野仁（3rdシーズン） 第25話[2]（2007年2月2日、テレビ朝日）